# 源通能
源 通能（みなもと の みちよし）は、平安時代後期の貴族・歌人。村上源氏、権中納言・源雅兼の子。源師能の養子。官位は正四位下・右近衛中将。

## 経歴
主に二条天皇の時代に歌人として活躍し、勅撰和歌集には『千載和歌集』に二首が入る。久寿元年（1154年）に式部大夫であったことが知られ、同年12月に養父・師能が左中弁を辞したため、代わりに少納言に任じられた。久寿2年（1155年）2月3日に養父・師能が卒し喪に服す。喪が明けた後、5月24日に初めて参内している。
二条天皇践祚直後の保元3年（1158年）12月29日に少納言を辞し、永暦元年（1160年）頃に右近衛少将に任官。同年清輔朝臣家歌合の判者を務める。仁安2年（1167年）正月5日、正四位下に叙せられた。その後、出家して承安4年12月（1175年1月）に卒去。
和歌のほかに琵琶にも長じ、二条天皇にも琵琶を教えているが、当代随一の琵琶の達人であった藤原師長が保元の乱で配流されたための代理であり、台頭した中原有安には及ばなかったとする説もある。

## 系譜
- 父：源雅兼
- 母：源能俊の娘
- 養父：源師能
- 妻：不詳
- 生母不明の子女
  - 男子：源兼能(1157-1175)